# 法兰西斯·古德里
法蘭西斯·古德里（Francis Guthrie，1831年1月22日—1899年10月19日），是南非數學家和植物學家，於1852年首次提出四色問題。他在奧古斯塔斯·德摩根（Augustus De Morgan）的指導下學習數學，並在倫敦大學學院的約翰·林德利指導下學習植物學。1850年，古德里獲得了文學士（B.A.）學位，並於1852年以一等榮譽畢業，獲法學士（LL.B.）學位。在為英格蘭各郡的地圖上色時，他注意到至少需要四種顏色，方能使地圖上沒有兩個共享邊界的地區同色。他猜想四種顏色足以為任何地圖著色。這稱為四色問題，是拓撲學的著名難題，懸而未決百多年之久，直到1976年才有計算機輔助的冗長證明。
古德里於1861年4月10日抵達南非，並受到戴爾博士（後來的朗厄姆·戴爾爵士）會見和款待。戴爾在1873年6月在好望角大學的建立中發揮了重要作用。古德里擔任了Graaff-Reinet學院的數學院長。1862年，他在該處開設了一門廣受好評的植物學公開講座，從而與當地居民哈里·博盧斯建立了終生的友誼。他建議博盧斯開始研究植物學，以減輕他對失去六歲兒子的悲痛。幾年後，當Bolus前往開普敦時，他說服古德里也於1875年搬到那裡。有一段時間，古德里曾作為律師執業，並編輯一份報紙，然後成為南非學院的數學教授，該學院後來成為開普敦大學。他從1876年一直留在那裡，直到1898年退休，住在他位於拉彭貝格的農場裡。
當Bolus為《Flora Capensis》做杜鵑花科時，得到了古德里的幫助，他們一直合作到古德里去世。古德里在生前廣泛收集了開普半島植物群，最終安置在開普敦大學植物學系，作為古德里植物標本館，用於教學和參考。雖然古德里未活到該書付梓，他很高興知道關於欧石楠属的大部分工作已經完成。他被安葬在龍德博斯聖托馬斯教堂附屬的舊墓地。
他被描述為熱情、幽默、耐心和樸實。他的興趣範圍很廣：“南非太陽的熱量”講座中，他指出必定可能將太陽能轉化為機械能；飛行學中，他曾參與第一架飛機的研製。雖然被稱為第一台飛行器的發明者，但沒有關於他工作的文件。
來自Bredasdorp地區的一些弗因博斯（意為細葉的灌木）物種以他的名字命名Gladiolous guthriei、Erica guthriei和Homoglossum guthriei，以及Guthriea Bolus屬。Cyrtanthus guthrieae以他的女兒Louisa Guthrie的命名，她也是一名植物學家。新屬Guthriea由哈里·博盧斯從Graaff-Reinet區的 Oudeberg收集，也記錄在Barkly East區的Wittebergen和Natal的Mont-aux-Sources。迄今為止，尚未發現該屬中的其他物種。
古德里是南非哲學學會（後來的南非皇家學會）的早期成員、氣象委員會的活躍成員和開普大學的考官。